# Hultsfreds järnvägsstation
Hultsfreds järnvägsstation är en järnvägsstation på Stångådalsbanan i Hultsfred. Stationen öppndes 1874 av Nässjö–Oskarshamns Järnväg nuvarande Bockabanan mot Nässjö. Östra centralbanan öppnade järnvägen till Linköping 1902. Vid stationen finns även de smalspåriga järnvägarna Hultsfred–Västerviks Järnväg invigd 1879 och Växjö–Åseda–Hultsfreds Järnväg som förlängdes till Hultsfred 1922 och därmed fick anslutning till Växjö.
Det nuvarande stationshuset byggdes 1902 av Östra centralbanan efter ritningar av Georg A. Nilsson och är sedan 2004 ett byggnadsminne.
Stationen trafikeras av Krösatågen mellan Linköping och Kalmar och som en museijärnväg driven av Tjustbygdens Järnvägsförening till Västervik.